# 大野惠
大野惠（1984年12月24日—），是一位日本女性播報員，目前於北海道電視台（HTB）服務。血型B型。

## 個人
- 興趣有語文（英文、中文）、閱讀、電影、音樂、美術鑑賞、彈鋼琴、散步、一個人出遊（特別喜歡英國）。
- 擅長蔬菜切絲。

## 主持節目

### 現在主持節目
- 第一推薦!Morning（日语：イチオシ!モーニング）（2011年3月－）
- HTB新聞（不定期）
- 你和HTB（番組審議會等相關廣報節目，每月播出1次）[1]
- 廣播HTB（日语：らぢおHTB）（不定期、每月最後一個星期日 19:00 - 20:00 、AIR-G'） - AIR-G（FM北海道）和北海道電視台的合作節目。
- キラキラ（日语：キラキラ (北海道テレビ放送の番組)）（2012年4月2日－） - 旁白[2]
- 第一推薦!Plus（日语：イチオシ!プラス）（2013年4月6日－）

### 過去主持節目
- hit.com（日语：hit.com）（2011年4月－2012年3月）
- 早安天氣HTB（日语：おはよう天気HTB）（2010年4月－2011年3月）
- on Channel HTB（不定期）
- 面板猜謎25（日语：パネルクイズ アタック25）（ABC、2008年1月6日） - 與佐藤麻美主播登場。
- 愛love札幌（愛らぶサッポロ）

## 外部連結
- HTBアナウンサー 大野恵プロフィール （日語）
- めぐみ横丁 - 本人寫真日記 （日語）
- ただいま教習中！！（2007年度版） （日語）